# Карпенково (Черниговская область)
Карпе́нково (укр. Карпенкове) — село, расположенное на территории Бахмачского района Черниговской области (Украина).
Население составляет 108 жителей (2006). Плотность населения — 115,51 чел/кв.км.
Впервые упоминается в 1630 году.
Средняя высота населённого пункта — 122 м над уровнем моря. Село находится в зоне умеренного умеренно континентального климата. Это — самый восточный населённый пункт Бахмачского района.
Национальный состав представлен преимущественно украинцами, конфессиональный состав — христианами.